# You’re My World

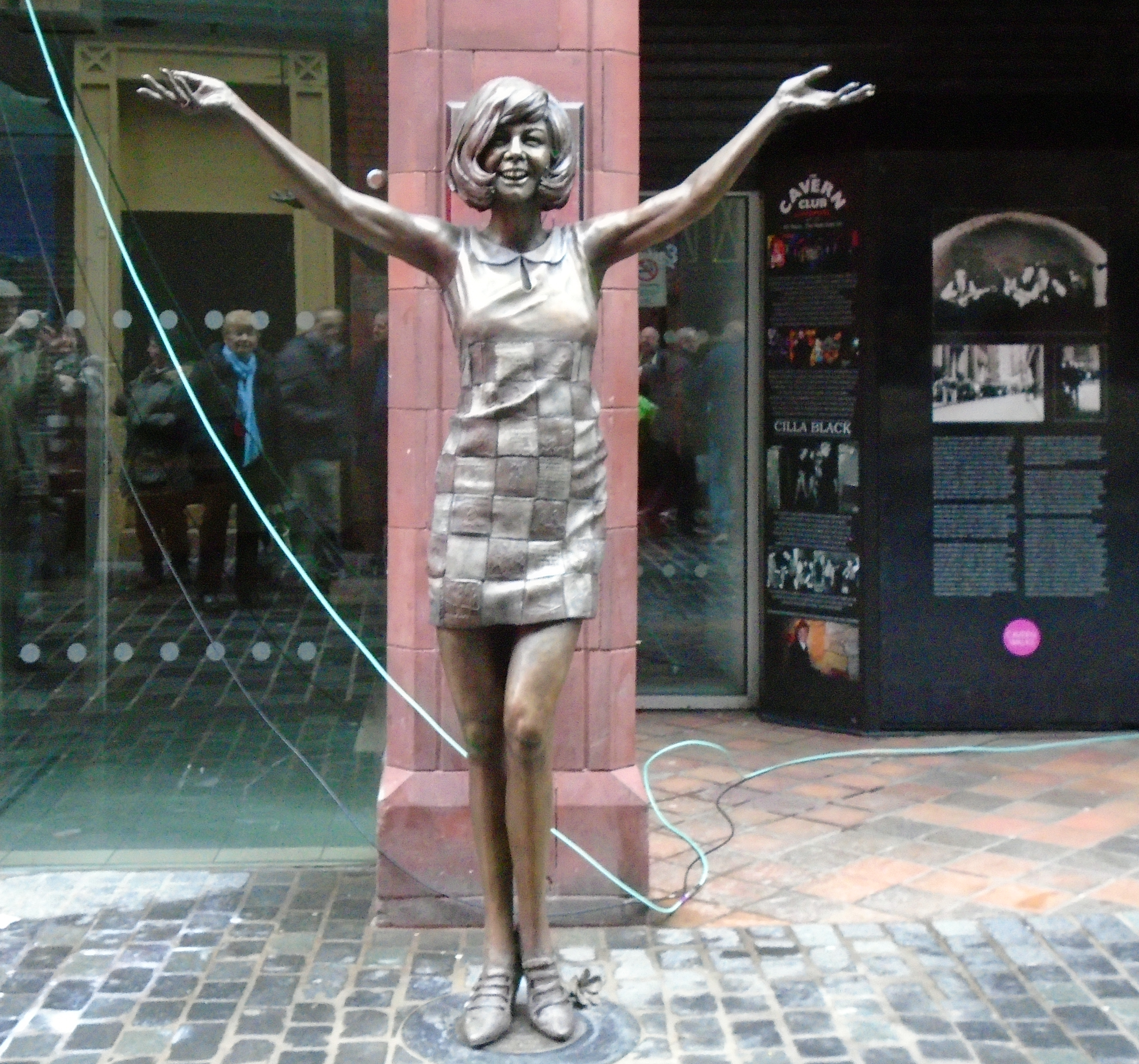
Pomnik Cilli Black przed wejściem do The Cavern Club w Liverpoolu

You’re My World – brytyjska wersja włoskiej piosenki „Il mio mondo”, napisanej w 1963 roku przez Umberta Bindiego (muzyka) i Gina Paolego (tekst). Tekst angielski napisał Carl Sigman. Piosenka, która we Włoszech nie wzbudziła zainteresowania, stała się w 1964 roku przebojem w Wielkiej Brytanii w interpretacji Cilli Black dochodząc do 1. miejsca na liście przebojów UK Singles Chart.

## Powstanie piosenki
Piosenka „Il mio mondo” została napisana w 1963 roku przez Umberta Bindiego (muzyka) i Gina Paolego (tekst). Pomysłodawcą wersji anglojęzycznej i producentem nagrania był George Martin. Napisanie tekstu zlecił Carlowi Sigmanowi. Ponieważ Sigman nie znał obcych języków, napisał własny tekst, dbając jedynie, aby idealnie pasował on do muzyki; zachował jednak oryginalny tytuł: „Il Mio Mondo” – „My World” („Mój świat”). Piosenkę „You’re My World” nagrała w 1964 roku w londyńskim Abbey Road Studios Cilla Black. W sesji nagraniowej udział wzięli: Allan Weighell (gitara basowa), Don Lusher (puzon), Vic Flick (gitara akustyczna), Martin Kershaw (gitara), Stan Barrett, Eric Allen instrumenty perkusyjne, Kenny Clare (perkusja), Frank Horrox, Margot Newman (inne instrumenty) i Ann Simmons (wokal wspierający. Zespołem dyrygował oraz grał na instrumentach klawiszowych producent nagrania, George Martin. Piosenka została wydana w 1964 roku przez wytwórnię Parlophone. Piosenka w jej wykonaniu odniosła znaczący sukces stając się znakiem rozpoznawczym w jej karierze.
Cilla Black zmarła 1 sierpnia 2015 roku. Podczas jej pogrzebu 20 sierpnia 2015 roku setki zgromadzonych fanów zaśpiewało „You’re My World” w momencie, gdy kondukt pogrzebowy zbliżał się do kościoła Najświętszej Maryi Panny w Liverpoolu. Ciało artystki spoczęło na Allerton Cemetery. Na płycie nagrobnej wyryto fragmenty testów trzech jej najbardziej znanych piosenek; wśród nich znalazła się zwrotka z „You’re My World”, zaczynająca się od słów: „Other eyes see the stars up in the skies...”. 16 stycznia 2017 roku przed wejściem do The Cavern Club przy Mathew Street w Liverpoolu odsłonięto pomnik Cilli Black stojącej na okrągłej płycie pamiątkowej z napisem You’re My World – Cilla Black – Made in Liverpool.

### Pozycje na listach przebojów
| Kraj              | Lista                     | Pozycja |
| ----------------- | ------------------------- | ------- |
| Australia         |                           | 1       |
| Norwegia          | VG-lista                  | 8       |
| Nowa Zelandia     | Lever Hit Parade          | 2       |
| RPA               | South African Top 20 Hits | 2       |
| Szwecja           | Sommartoppen              | 7       |
| Wielka Brytania   | UK Singles Chart          | 1       |
| Stany Zjednoczone | Hot 100                   | 26      |

## Covery (wybór)
- 1967 Glen Campbell – „You’re My World” (album Gentle On My Mind)[16]
- 1968 Dionne Warwick – „You’re My World” (album Valley Of The Dolls)[17]
- 1971 Tom Jones – „You’re My World” (album Tom Jones Sings She's A Lady)[18]
- 1977 Helen Reddy – „You’re My World” (singiel)[19]
- 1983 Joe Dolan – „You’re My World” (album Here And Now)[20]
- 1988 Nick Heyward – „You’re My World” (singiel)[21]
- 1989 Lisa Nilsson – „You’re My World” (album Lean On Love)[22]
- 1991 Kikki Danielsson – „You’re My World” (album Vägen Hem Till)[23]
- 2014 Zdzisława Sośnicka – „Jesteś Moim Światem”, polski tekst: Bogdan Olewicz, album Zaśpiewane Niewydane / Musicals[24]